# Jaskinia Barania
Jaskinia Barania – jaskinia w Dolinie Litworowej w Tatrach Zachodnich. Wejście do niej znajduje się na wschodnim krańcu Litworowej Równi na wysokości 1622 metrów n.p.m. Długość jaskini wynosi 57 metrów, a jej deniwelacja 19,6 metra.

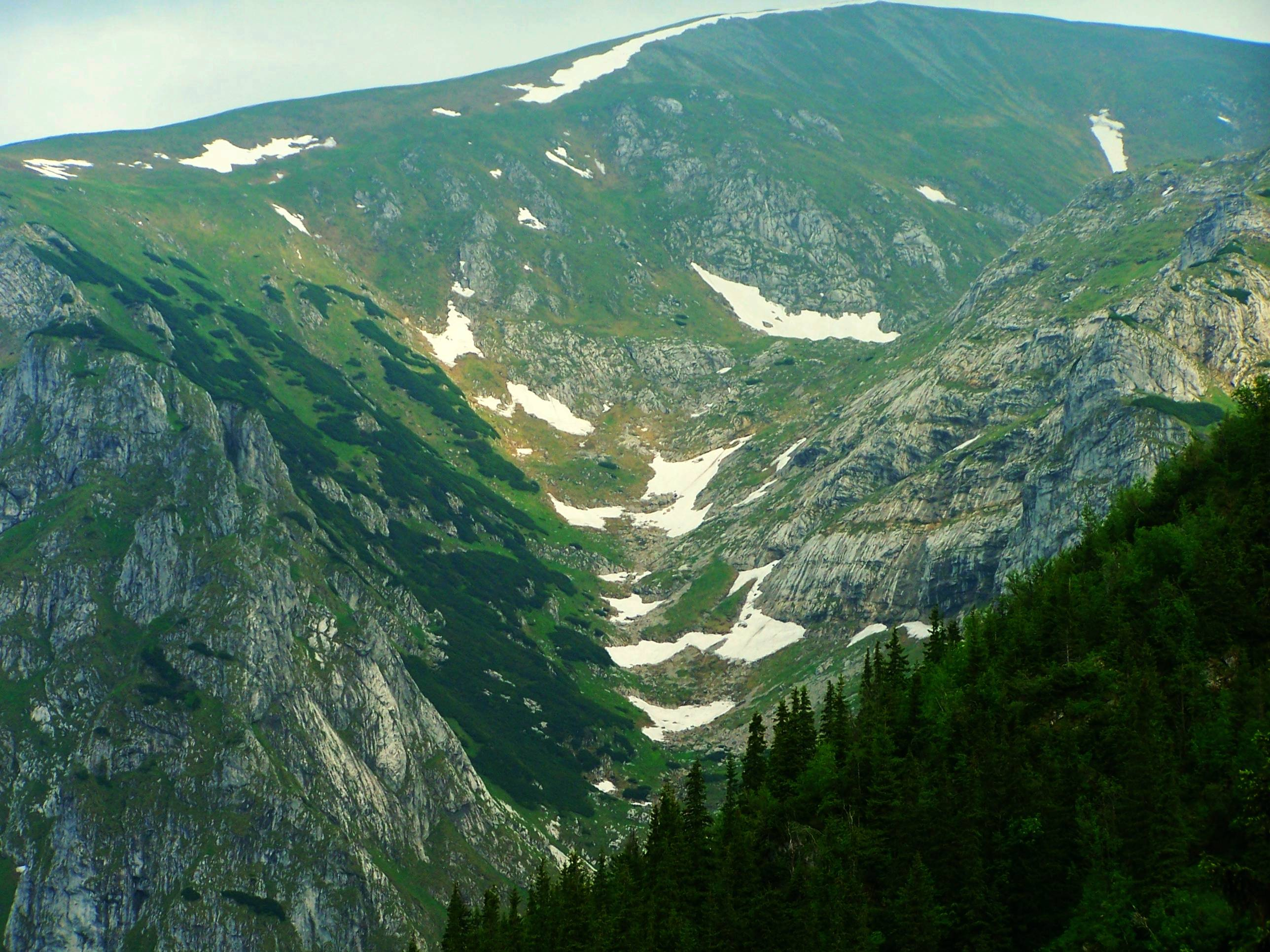
W dole Litworowa Rówień

## Opis jaskini
Główną częścią jaskini jest studnia o głębokości 8,2 metrów. Odchodzą od niej ciągi:
- do otworu wejściowego. Na początku studni biegnie kilkunastometrowy, szczelinowy korytarz dochodzący do obszernej salki, a dalej przez szczelinę idzie się w górę korytarzem, przez prożek, do otworu jaskini.
- na dnie studni zaczyna się ciasny  korytarzyk, po kilku metrach kończący się ślepo.
- powyżej studni można wspiąć się kominem będącym jej kontynuacją. Przez zacisk w jego stropie dochodzi się do Salki z Niespodzianką, z wiszącą wantą w stropie[3].

## Przyroda
W jaskini aż do późnego lata leży śnieg. Roślinność występuje tylko przy otworze.

## Historia odkryć
Nieznani są odkrywcy jaskini. Wiadomo, że znał ją Ferdynand Rabowski, prowadzący w latach trzydziestych badania w Dolinie Litworowej, ponieważ informację o niej przekazał Stefanowi Zwolińskiemu. 
Jednak dopiero około 1959 roku jaskinia została zbadana. Dokonali tego grotołazi z Wrocławia. W czerwcu 1960 roku grotołazi z STJ Kraków (J. Danysz, R. Gradziński i R. Rodziński) zwiedzili jaskinię i opublikowali pierwszą wzmiankę o odkryciu. 